# Coppa Città di Borgomanero
La Coppa Città di Borgomanero era una cronometro a coppie maschile di ciclismo su strada, che si svolse nel territorio attorno Borgomanero, in Italia, ogni anno in ottobre.
Dal 2005 al 2008 il Trofeo è stato associato alla Coppa Lella Mentasti.

## Albo d'oro
Aggiornato all'edizione 2010.
| Anno    | Vincitore                         | Secondo                             | Terzo                                    |
| ------- | --------------------------------- | ----------------------------------- | ---------------------------------------- |
| 2001    | Vladimir Smirnov                  | Simone Masciarelli                  | Pedro Horrillo                           |
| 2002-04 | non disputata                     | non disputata                       | non disputata                            |
| 2005    | Andrea Peron & Ivan Basso         | Alessandro Petacchi & Marco Velo    | Danilo Di Luca & Alessandro Spezialetti  |
| 2006    | Marco Velo & Fabio Sacchi         | Vincenzo Nibali & Roman Kreuziger   | Andrea Peron & Volodymyr Hustov          |
| 2007    | Vincenzo Nibali & Roman Kreuziger | Alberto Ongarato & Marco Velo       | Leonardo Bertagnolli & Fabian Cancellara |
| 2008    | Marco Velo & Fabio Sabatini       | Giampaolo Cheula & Diego Caccia     | Francesco Reda & Fabrice Piemontesi      |
| 2009    | non disputata                     | non disputata                       | non disputata                            |
| 2010    | Thor Hushovd & Giampiero Erigoni  | Fabrice Piemontesi & Stefano Lucani | Marco Bellini & Michele Scarponi         |